# Bath & North Somerset District Football League
Bath and North Somerset District Football League, tidigare kallad Bath and District League, var en engelsk fotbollsliga baserad runt Bath. Toppdivisionen Division One låg på nivå 14 i det engelska ligasystemet.
Ligan var en matarliga till Somerset County Football League.
Ligan lades ned efter 2014/15 års säsong.

## Mästare
| Säsong  | Division One        |
| ------- | ------------------- |
| 2005/06 | Crown Sports        |
| 2006/07 | University of Bath  |
| 2007/08 | University of Bath  |
| 2008/09 | Chew Valley Seniors |
| 2009/10 | University of Bath  |
| 2010/11 | Odd Down A          |

Källa: Football Mitoo